# Маккавейский, Николай Корнильевич
Николай Корнильевич Маккавейский (1864—1919) — русский православный писатель, профессор Киевской духовной академии. Отец поэта Владимира Маккавейского.
В 1885 году закончил Черниговскую духовную семинарию, поступил в Киевскую духовную академию, где в 1890 году защитил магистерскую диссертацию на тему «Археология истории страданий Господа Иисуса Христа». В ней он на основе археологических данных конца XIX века, трудов античных авторов исследовал топографию Иерусалима, а также подробно рассматривал исторические детали суда Пилата, распятия и погребения Иисуса Христа. После защиты был вначале доцентом, а затем профессором на кафедре пастырского богословия и педагогики.

## Основные работы
- «Археология истории страданий Господа Иисуса Христа» (Киев, 1890, магистерская диссертация);
- «Религия и народность, как основы воспитания» (Киев, 1895);
- «К. Д. Ушинский и его педагогические идеи» (Киев, 1896);
- «Педагогика древних отцов и учителей церкви» (Киев, 1897);
- «Пастырское богословие и педагогика в курсе наук духовных академий» (Киев, 1898);
- «Педагогические воззрения графа Л. Н. Толстого» (Киев, 1902);
- «К вопросу о религиозном воспитании в нашей средней общеобразовательной школе» (Киев, 1903);
- «Воспитание у древних евреев» (Киев, 1903);
- «Педагогические мечты Екатерины Великой и Бецкого» (Киев, 1904);
- «Лев Толстой в роли религиозного наставника детей» (Киев, 1909);
- «Святой Димитрий, митрополит Ростовский, как пастырь и пасторолог» (Киев, 1910).